# كارولين ماير (روائية)
كارولين ماير (بالإنجليزية: Carolyn Meyer)‏ (8 يونيو 1935 في الولايات المتحدة)؛ كاتِبة، كاتبة للأطفال وروائية أمريكية.